# Morosaglia
Morosaglia (Merusaglia in corso) è un comune francese di 1 084 abitanti situato nel dipartimento dell'Alta Corsica nella regione della Corsica.
È famoso per aver dato i natali a Pasquale Paoli, eroe nazionale corso.

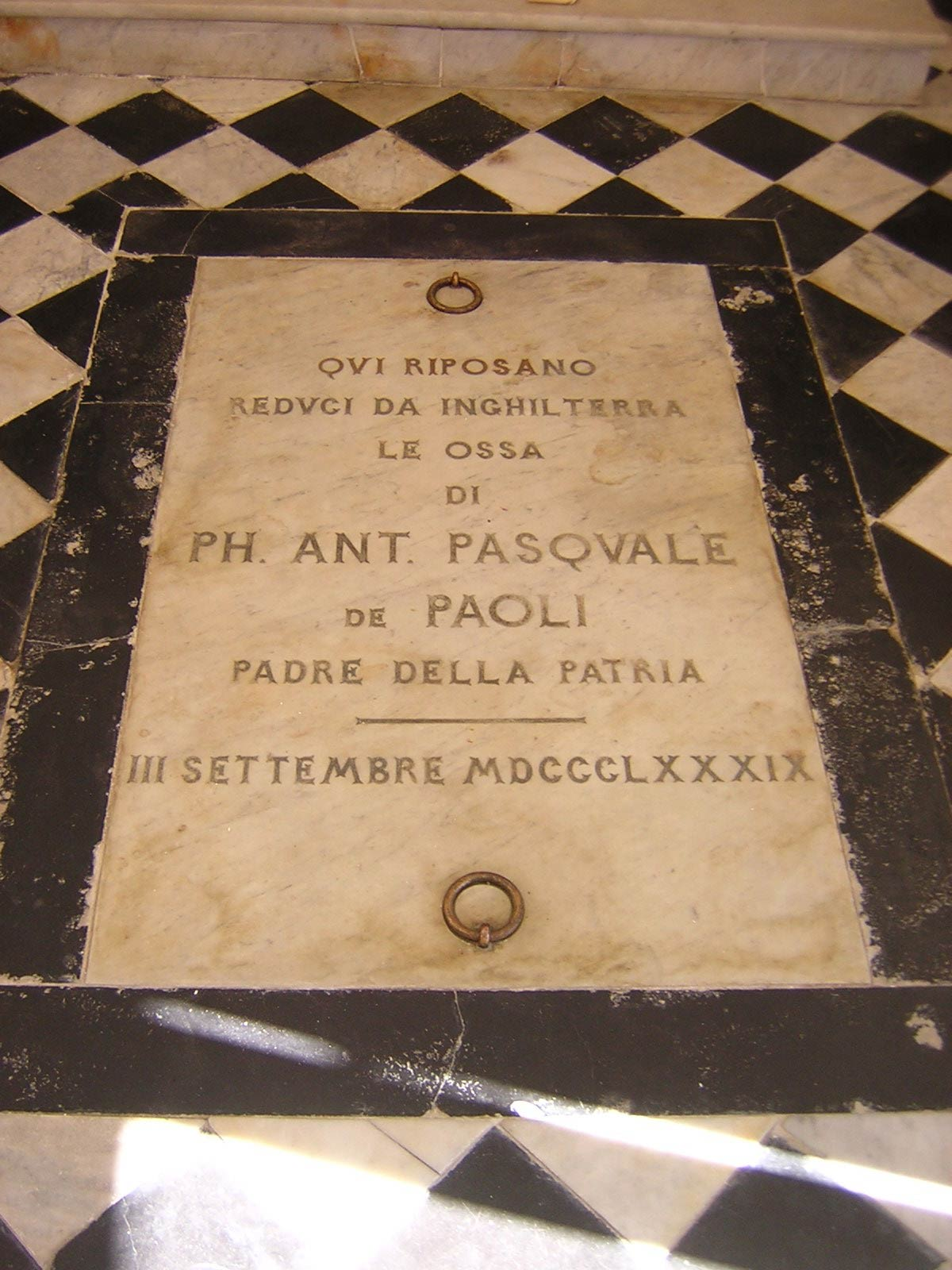
Pietra tombale di Pasquale Paoli nella cappella eretta vicino alla sua casa natale.

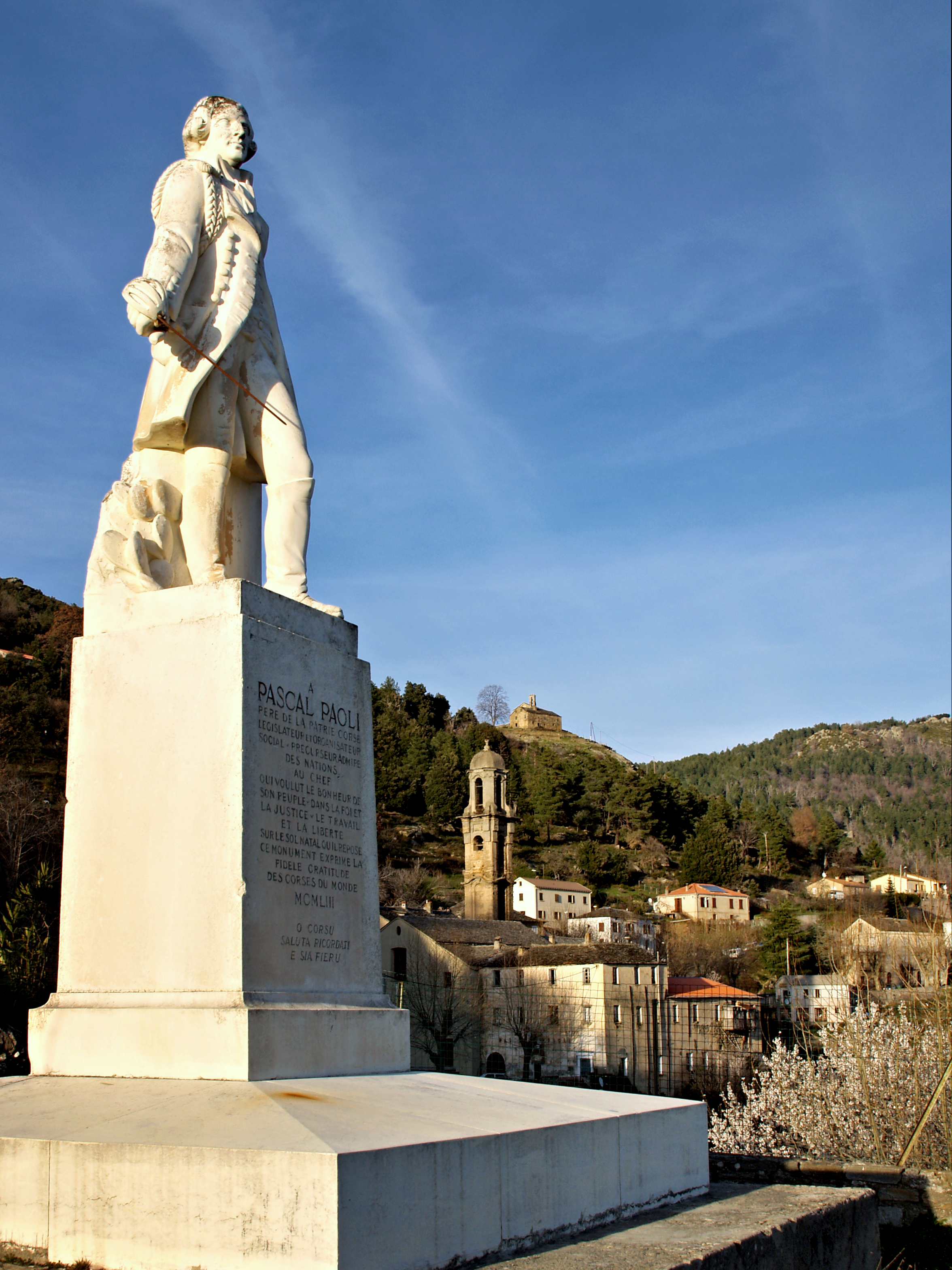
Statua dedicata a Pasquale Paoli a Morosaglia.

## Storia

### Simboli
Lo stemma di Morosaglia raffigura un destrocherio armato, brandente una spada posta in sbarra. Gli smalti non sono indicati nella blasonatura ma lo stemma riprende il blasone di Pasquale Paoli.

## Monumenti e luoghi d'interesse
- Casa di Pasquale Paoli, nella frazione di Stretta;
- Chiesa di Santa Reparata
- Ponte Genovese, nella frazione di Ponte Leccia;

## Società

### Evoluzione demografica
Abitanti censiti